# Bermel
Bermel là một xã thuộc huyện Mayen-Koblenz bang Rheinland-Pfalz, phía tây nước Đức. Xã Bermel có diện tích 7,33 km², dân số thời điểm ngày 31 tháng 12 năm 2006 là 379 người.